# Heinrich Elmenhorst
Heinrich oder Hinrich Elmenhorst (* 19. Oktoberjul. / 29. Oktober 1632greg. in Parchim; † 21. Mai 1704 in Hamburg) war ein deutscher Theologe, Kirchenlieddichter und Verfasser von Opernlibretti.

## Leben

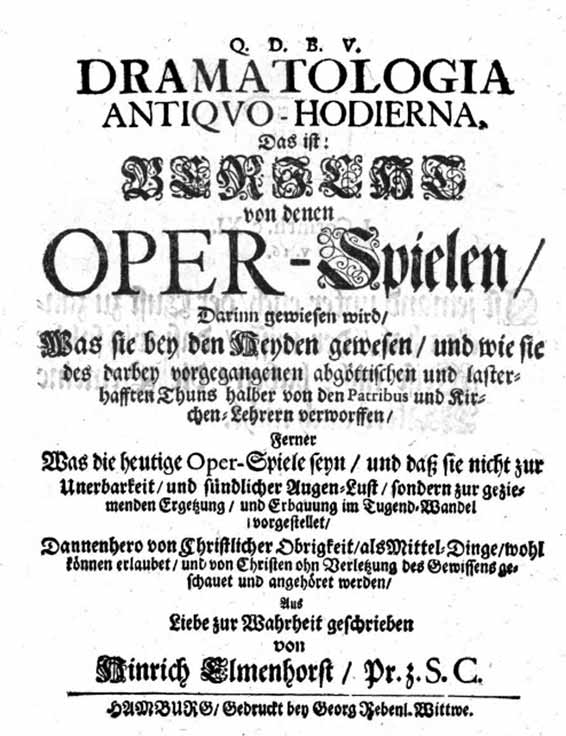
Bericht von denen Oper-Spielen, Titelseite

Obwohl in Parchim geboren, war Elmenhorst ein Kind Hamburger Eltern, und in Hamburg war es auch, wo er sein ganzes späteres Leben verbringen sollte. Im Jahr 1650 immatrikulierte er sich in Jena, um sein Studium in lutherischer Theologie zu beginnen, das er später in Wittenberg und Leipzig fortsetzte. Schon als Leipziger Student verfasste er 1653 sein Schäferspiel Rosetta.
Zeitlebens verstand er es, seinen theologischen Beruf mit der Liebe zum Theater zu verknüpfen, und das kulturell aufgeschlossene Hamburg bot ihm diese Möglichkeit. 1660 erhielt er die Berufung zum Diaconus (2. Pfarrer) der Katharinenkirche, was ihm Gelegenheit gab, seine Neigung zur Musik im eigenen Hause zu erproben. Seine Liedpredigten, Kirchenlieder und Singspiele wurden von Hamburger Komponisten wie Georg Böhm, Johann Philipp Förtsch, Johann Wolfgang Franck, Petrus Laurentius Wockenfuß und Johann Theile vertont.
Elmenhorst gilt als einer der Mitbegründer des ältesten bürgerlichen, deutschen Opernhauses, der berühmten Hamburger Oper am Gänsemarkt, für das er neben anderen Dichtern wie Friedrich Christian Bressand, Barthold Feind, Johann Ulrich von König und Christian Heinrich Postel mehrere Libretti verfasste und übersetzte (z. B. Polyeucte von Pierre Coerneille, Musik Förtsch). Durch diese Tätigkeit wurde er als Theologe unmittelbar in den ersten Hamburgischen Theaterstreit verwickelt, was ihn 1688 zur Veröffentlichung seiner bedeutenden Verteidigungsschrift Dramatologia veranlasste.

## Werkauswahl
- Rosetta. Schaefferey. Wittigau, Leipzig 1653. (Digitalisat)
- Orontes. Der verlorene und wieder gefundene Prinz. In einem Singe-Spiel vorgestellet. Hamburg 1678. (Digitalisat der Ausg. 1687)
- Die Wol und beständig liebende Michal oder der siegende und fliehende David. In einem Sing-Spiel vorgestellet. (Musik von Johann-Wolfgang Franck). Hamburg 1679. (Digitalisat)
- Geistliche Lieder, theils auff die Hohen-Feste theils auff die Passion oder Leiden Christi, theils auf unterschiedliche Vorfallungen im Christentum gerichtet. Rebenlein, Hamburg 1681. (100 Lieder mit Noten)
- Charitine, oder Göttlich-Geliebte. Hamburg 1681. (Digitalisat Ausg. 1692)
- Geistliches Gesangbuch, bestehend in vielen auff die vornehmste Jahrs-Zeiten, auch allerhand Fälle im Christlichen Leben gerichteten schönen geistreichen Liedern, mit dem vierten Theil vermehret. Zum Druck befodert unter der Composition und in Verlag J. W. Francken. Hamburg 1685. (Digitalisat)
- Dramatologia antiquo-hodierna, das ist Bericht von denen Oper-Spielen, darinn gewiesen wird, was sie bey den Heyden gewesen, ferner was die heutige Oper-Spiele seyn. Rebenlein, Hamburg 1688. (Digitalisat)
- M. Henrich Elmenhorsts, Predigers in Hamburg Geist-reiche Lieder, theils auff die führnemste Fest-Zeiten des Jahres, Theils auff allerhand Vorfallungen im christlichen Leben und Wandel. Stern, Lüneburg 1700. (Digitalisat)